# محمد فهمي
محمد فاضل فهمي (و. 1974  م) هو صحفي ومراسل ومؤلف كندي مصري، ولد في القاهرة، وعمل في الشرق الأوسط وشمال أفريقيا لصالح سي إن إن، وبي بي سي، والجزيرة الإنجليزية، غطى حرب العراق في 2003 لصحيفة لوس أنجلوس تايمز، وعمل على تغطية أحداث الربيع العربي في مصر وليبيا، وعُين رئيسًا لمكتب الجزيرة الإنجليزية الدولي في مصر في سبتمبر 2013.
أعتقلته السلطات المصرية في 29 ديسمبر 2013 برفقه زميليه في الجزيرة الإنجليزية بيتر غريست وباهر محمد، وأدانتهم محكمة جنايات القاهرة وحكمت عليه بالسجن سبع سنوات في سجن طره،  وفي 3 فبراير 2015 أثناء جلسات المحاكمة أمام محكمة الاستئناف تخلى عن جنسيته المصرية،  للاستفادة من أمر تنفيذي رئاسي يسمح بترحيل السجناء الأجانب، ورُحل بيتر غريست إلى أستراليا. وأُفرج عنه وعن زميله باهر في 12 فبراير 2015 بكفالة، وأحيلوا إلى محاكمة استمرت ستة أشهر.
وفي 29 أغسطس 2015 حُكم على الثلاثة الزملاء بالسجن ثلاث سنوات،  وأفادت الأنباء في 23 سبتمبر 2015 أن الرئيس المصري عبد الفتاح السيسي أصدر عفواً عن فهمي،  وبعد إطلاق سراحه، أجرى مقابلة مع بي بي سي وأنتقد قرار الجزيرة الإنجليزية بمقاضاة الحكومة المصرية لإلغاء ترخيص شبكتها،  وأكد أنه سيقاضي الجزيرة الانجليزية للحصول على 100 مليون دولار تعويضات.
بعد أن عاد إلى مدينة فانكوفر الكندية بدأ وظيفته الجديدة كأستاذ مساعد في جامعة كولومبيا البريطانية.

## النشأة
ولد فهمي في مصر يوم 27 أبريل 1974، غطى حرب العراق في عام 2003 لصحيفة لوس أنجلوس تايمز، وبعد عام من تغطية حرب العراق ألف كتابه الأول بعنوان "(بالإنجليزية: baghdad bound: an interpreter's chronicles of the iraq war) - مجلّد بغداد: مؤلفات مترجم لحرب العراق"، عمل لصالح تلفزيون دبي (2004-2006)، في 2011 كُرم بجائرة بيبودي مع فريق سي إن إن لتغطية الشبكة لأحداث الربيع العربي،  وفي العام التالي فاز بجائزة توم رينر للتقارير الاستقصائية عن إنتاجه لسلسلة وثائقية لشبكة سي إن إن بعنوان «الموت في الصحراء»،  وفي سبتمبر 2013 عُين رئيسًا لمكتب الجزيرة الإنجليزية في مصر.
أُعتقل فهمي مع زملائه بيتر جريستي وباهر غراب في 29 ديسمبر 2013 واتهم الثلاثي بالتآمر مع جماعة إرهابية واختلاق أخبار لتصوير مصر في حالة حرب أهلية.
حصل فهمي على جائزة اللجنة الكندية العالمية لحرية الصحافة وشهادة من اليونسكو في اليوم العالمي لحرية الصحافة بتاريخ 3 مايو 2014، والذي تزامن مع مثوله أمام المحكمة، وقد حكمت عليه المحكمة في 23 يونيو 2014 بالسجن سبع سنوات في سجن شديد الحراسة.

## المسار المهني

### الربيع العربي
عمل محمد فهمي على تغطية مباشرة لأحداث اقتحام السفارة الإسرائيلية في القاهرة في سبتمبر 2011،  وشارك في تأليف «قصة الحرية المصرية» التي تضمنت 200 صورة لتوثيق ثورة 25 يناير. مُنح جائزة بيبودي في عام 2011 لمساهمته في تغطية سي إن إن للربيع العربي.
وقدم تقارير مكثفة عن تنحي حسني مبارك خلال ثورة 25 يناير وعن الانتفاضة السورية لقناة سي إن إن، وسافر إلى ليبيا خلال الأيام الأولى أحداث 2011 وكتب تقريراً عن مطاردة القذافي وتشكيل الحكومة الانتقالية، وعمل على تغطية الانتخابات الرئاسية المصرية 2012، وكان أول صحفي غربي يقابل محمد الظواهري شقيق زعيم القاعدة بعد إطلاق سراحه من السجن.

### جوائز الصحافة
- جائزة «توم رينر للتقارير الاستقصائية» في عام 2011 لإنتاجه «الموت في الصحراء»، [17] الذي يُذاع ضمن برنامج مشروع الحرية في سي إن إن، وقد أُختير الفيلم من بين 450 مشاركًا بعد أن سلط الضوء على حجم عمليات الاتجار بالبشر غير الشرعية التي تديرها عصابات في سيناء تختطف وتعذب أفارقة من جنوب الصحراء يتطلعون للهجرة إلى إسرائيل عبر سيناء.[13]
- جائزة بيبودي للمساهمة في تغطية سي إن إن لأحداث الربيع العربي في عام 2011.
- جائزة اللجنة الكندية العالمية لحرية الصحافة وشهادة من اليونسكو في اليوم العالمي لحرية الصحافة عام 2014.
- جائزة قضاة الصحافة التليفزيونية الملكية في لندن في فبراير 2015.
- جائزة فولتير الأسترالية لحرية التعبير عام 2015.
- جائزة الاتحاد الدولي لنوادي الصحافة وحرية التعبير عام 2015.
- جائزة حرية القراءة لعام 2016 من اتحاد الكتاب الكنديين.
- جوائز الحرية من جمعية بريتش كولومبيا للحريات المدنية للمساهمات الاستثنائية في حقوق الإنسان والحريات المدنية في عام 2016.

### مؤسسة فهمي
أسس محمد فهمي «مؤسسة فهمي» وهي منظمة غير حكومية مقرها في فانكوفر خلال فترة سجنه لمناصرة وتقديم الدعم المالي للصحفيين والمصورين وسجناء الرأي المسجونين في جميع أنحاء العالم، وشاركت مؤسسة فهمي مع منظمة العفو الدولية في كتابة «ميثاق الحماية» المقدم إلى رئيس الوزراء جاستن ترودو والحكومة الليبرالية في أوتاوا، حيث تتضمن الوثيقة 12 خطوة عملية للحكومة لإصلاح وتعزيز آلياتها لحماية المواطنين الكنديين والمقيمين الدائمين والصحفيين والأفراد الذين تربطهم صلات وثيقة بكندا من الانتهاكات الجسيمة لحقوق الإنسان في البلدان الأخرى.

## إجراءات المحاكمة
في 29 يناير 2014 أتضح أن السلطات المصرية وجهت اتهامات إلى 20 متهمًا في القضية بمن فيهم محمد فهمي، الذي دافع عن نفسه وقال أنه غير مذنب ووصف ظروف سجنه بأنها «لا تطاق نفسيا»،  ورفضت المحكمة إطلاق سراحه بكفالة وأُجلت قضيته إلى 5 مارس 2014، وقدم محمد فهمي وبيتر جريست وباهر محمد طلبًا للإفراج عنهم في 31 مارس 2014، وفي 3 مايو حصل فهمي على جائزة اللجنة الكندية العالمية لحرية الصحافة وشهادة من اليونسكو في اليوم العالمي لحرية الصحافة أثناء مثوله أمام المحكمة، حيث سُمح له بالخروج من قفصه لشرح طبيعة عمل الصحافة للقاضي، وطلب من القاضي «ناجي شحاتة» الإفراج عنه بكفالة، ولم يقبله القاضي وتمنى له القاضي ولزملائه «يومًا سعيدًا لحرية الصحافة».
في 23 يونيو 2014 أدانت محكمة جنايات القاهرة الصحفيين الثلاثة،  ووصفت وكالات الأنباء الدولية المحاكمة بالمهزلة، وانتقد وزير الخارجية الأمريكي جون كيري الأحكام الصادرة بحق فهمي وزملائه بشدة، ووصفها بالمروعة والقاسية، وأشار إلى أنه تحدث إلى مسؤولين حكوميين مصريين بمن فيهم الرئيس عبد الفتاح السيسي.
في كلمة للرئيس السيسي ألقاها في حفل تخرج الكلية الحربية قال إنه اتصل بوزير العدل محفوظ صابر وأخبره أنه لن نتدخل في شؤون القضاء المستقل، وأنه يجب علينا احترام الأحكام القضائية،  وفي وقت لاحق قال أنه يتمنى أن يتم ترحيل الصحفيين ببساطة.
في 23 يوليو 2014 أفرج القاضي عن أسباب الحكم في القضية قائلاً إن صحفيي الجزيرة قد جمعهم الشيطان لزعزعة استقرار مصر.
في 1 يناير 2014 أيدت أعلى محكمة في مصر الحكم، ورُحل بيتر غريست إلى أستراليا في 1 فبراير، حيث يسمح القانون المصري بترحيل الأجانب على أنهم يواجهوا السجن أو المحاكمة في وطنهم، لكن من غير المُحتمل أن تؤيد أستراليا إدانته، وأُفرج عن محمد فهمي بكفالة بعد أن أمضى 411 يومًا في السجن، ولا يستطيع مغادرة البلاد بانتظار جلسات محاكمته أمام محكمة الاستئناف.

### الاستئناف
قُدم الثلاثي أمام محكمة الاستئناف المصرية في 1 يناير 2015،  التي أمرت بإعادة محاكمتهم مع إبقائهم رهن الاعتقال،  وفي 2 فبراير 2015 قيل بأن محمد فهمي سيتخلى عن جنسيته المصرية ليتمكن من تطبيق قانون العفو الخارجي وترحيله إلى كند ا التي يحمل جنسيتها،  وتخلى عن جنسيته المصرية في 3 فبراير 2015،  وأفرج عنه في 12 فبراير 2015 بكفالة قدرها 250 ألف جنيه مصري، وأُفرج عن باهر أيضًا، وأمر القاضي بتأجيل الجلسة حتى 23 فبراير.
في 29 أغسطس 2015 حكمت المحكمة على فهمي وباهر بالسجن ثلاث سنوات، بعد إدانتهم بعدم التسجيل لدى وزارة الثقافة المصرية، واستخدام فندق ماريوت في وسط القاهرة كنقطة بث بدون ترخيص رسمي،  وجلب معدات إلى مصر دون موافقة مسؤولي الأمن،  ونشر أخبار كاذبة. وضم فريقه القانوني أمل كلوني التي دعت ستيفن هاربر للتدخل نيابة عن فهمي في 30 أغسطس أثناء مقابلة مع تلفزيون سي بي سي.
قال سفير المملكة المتحدة في مصر جون كاسون إن قرار المحكمة «سيقوض الثقة في استقرار مصر»، وأعترضت وزارة الخارجية المصرية على تدخله في القضية ووصفته بغير المقبول،  وأعتبرت التدخل «غير متوافق مع الأعراف والممارسات الدبلوماسية» ورفض المتحدث باسم الوزارة «أي انتقاد أجنبي للأحكام القضائية»،  وكان من المقرر أن تُجري أمل كلوني مقابلة مع السفير الكندي في مصر تروي لولاشنيك للضغط على المسؤولين المصريين وللحصول على عفو رئاسي.
في سياق الانتخابات الفيدرالية لعام 2015 في كندا غرد كل من جاستن ترودو زعيم الحزب الليبرالي الكندي، وتوم مولكير زعيم الحزب الديمقراطي الجديد على تويتر لدعم فهمي وهاجموا رئيس الوزراء ستيفن هاربر،  وصرح الناقد الليبرالي للشؤون الخارجية مارك جارنو أنه يجب على هاربر الاتصال بالسيسي وإعلامه أن العلاقة الجيدة بين كندا ومصر معرضة للخطر إذا أُعيد فهمي إلى السجن.

## العفو
أعلن متحدث رئاسي في 23 سبتمبر 2015 العفو عن محمد فهمي وباهر غراب، وأنه من المقرر إطلاق سراحهما، حيث أصدر السيسي العفو قبل عيد الأضحى.
وفي 6 أكتوبر 2015 غادر فهمي القاهرة لى لندن ثم إلى تورونتو.

## مقاضاة الجزيرة
في مايو 2015 أعلنت المحامية الكندية «جوانا جيسليسون» أن موكلها محمد فهمي رفع دعوى قضائية في كندا ضد قناة الجزيرة الإنجليزية مُطالبًا بتعويض مالي يبلغ 100 مليون دولار كندي، وأتهمها بالإهمال مما أدى لسجنه وإدانته من القضاء المصري.
وفي فبراير 2020 نشرت الجزيرة أن الصحفي الكندي محمد فهمي سحب الدعوى القضائية التي رفعها ضد شبكة الجزيرة الإعلامية.